# 29. Kanadisches Kabinett

Unterschrift von Justin Trudeau

Das 29. Kanadische Kabinett (englisch 29th Canadian Ministry, französisch 29e conseil des ministres du Canada) regierte Kanada vom 4. November 2015 bis zum 14. März 2025. Dieses von Premierminister Justin Trudeau angeführte Kabinett bestand aus Mitgliedern der Liberalen Partei. Seit der Unterhauswahl 2019 war es eine Minderheitsregierung, wohingegen Trudeau zuvor eine Mehrheitsregierung angeführt hatte.
Am 10. Januar 2017, zehn Tage vor dem Amtsantritt der ersten Regierung Trump in den USA, bildete Trudeau sein Kabinett um. Die bisherige Handelsministerin Chrystia Freeland wurde Außenministerin.
Am 28. August 2017 baute Trudeau Teile seines Kabinettes erneut um. Als bemerkenswerte Änderung gilt diesmal, dass zukünftig das Department of Indian Affairs and Northern Development von zwei Ministern mit getrennten Aufgabenbereichen geführt werden soll, dem Minister of Crown-Indigenous Relations and Northern Affairs und dem Minister of Indigenous Services. Das bisherige „Department“ soll zukünftig fortfallen, ein Zeitpunkt dafür wurde nicht bestimmt.
Am 18. Juli 2018 gab es eine weitere umfangreiche Revision der Ministerien. Zum Teil wurden die Ministerien umbenannt oder erhielten zusätzliche Aufgaben, aber die Person des Ministers blieb unverändert. Anfang 2019 traten mit Jody Wilson-Raybould und Jane Philpott innerhalb von zwei Monaten zwei Minister aus Protest gegen Premierminister Trudeau und dessen Haltung im Korruptionsskandal des Baukonzerns SNC Lavalin zurück.
Nach der Unterhauswahl 2019 bildete Trudeau sein Kabinett am 20. November 2019 auf zahlreichen Positionen um. Neben der Umbenennung von Zuständigkeitsbereichen und der Verlagerung von Zuständigkeiten prägen sechs neue Kabinettsmitglieder diesen Umbau.
Im Oktober 2020 überstand die Regierung mit Hilfe der Stimmen der Neuen Demokratischen Partei und der Grünen Partei Kanadas ein Misstrauensvotum durch das kanadische Parlament. Zuvor hatte die konservative Partei einen Untersuchungsausschuss zur Untersuchung angeblicher Korruption der Regierung verlangt. Dies geschah, nachdem Trudeaus Regierung Ende Juni 2020 die Organisation WE Charity mit der Umsetzung eines 900 Millionen kanadische Dollar umfassenden Regierungsprogramms beauftragt hatte. Diese Organisation hatte in der Vergangenheit Trudeaus Mutter, seinen Bruder und seine Ehefrau als Redner eingeladen und diese Reden mit insgesamt knapp 300.000 kanadischen Dollar honoriert. Das Regierungsprogramm sah vor, Zuschüsse von bis zu 5000 Dollar an Studenten zu vergeben, die während der COVID-19-Pandemie Freiwilligenarbeit für gemeinnützige Organisationen leisten. Die Organisation WE Charity sowie die Regierung erklärten im Zuge der anhaltenden Kritik im Juli 2020, den Regierungsauftrag nicht umzusetzen. Einen Monat später trat der Finanzminister Bill Morneau, dessen Töchter in der Organisation arbeiteten, zurück. Chrystia Freeland übernahm das Amt des Finanzministers.
Am 12. Januar 2019 gab Trudeau die erneute Umbildung seines Kabinetts auf mehreren Positionen bekannt. Neben Änderungen von Zuständigkeiten verließ dabei ein Minister das Kabinett und zwei Minister kamen neu hinzu.
Einen Monat nach der Kanadischen Unterhauswahl im September 2021 bildete Trudeau sein Kabinett Ende Oktober 2021 erheblich um. Verschiedene Minister schieden aus oder wechselten den Geschäftsbereich. Sieben Minister traten neu in das Kabinett ein. Insgesamt veränderte er sein Kabinett auf mehr als 20 Positionen, nur auf sieben Positionen erfolgte keine Veränderung. Die wichtigsten Umsetzungen waren dabei die Ministerposten für Äußeres, Verteidigung sowie Klima und Umwelt.
Am 26. Juli 2023 gab Trudeau eine grundlegende Umbildung seines Kabinetts bekannt. Etwa 3/4 Positionen waren betroffen, lediglich acht der bisherigen Minister bzw. Ministerinnen behielten ihr Aufgabengebiet. Neben zahlreichen Änderungen von Zuständigkeiten kamen auch 3 Minister sowie vier Ministerinnen neu zum Kabinett hinzu.
In den letzten Monaten des Jahres 2024 gab es eine Reihe von Rücktritten in Trudeaus Kabinett. Am 19. September 2024 trat Verkehrsminister Pablo Rodriguez zurück, am 20. November 2024 trat der Minister für Beschäftigung, Arbeit und Offizielle Sprachen Randy Boissonnault und am 15. Dezember 2024 kündigte Wohnungsbauminister Sean Fraser seine Absicht, das Bundeskabinett während der nächsten Umbildung zu verlassen, bevor am 16. Dezember 2024 die stellvertretende Premierministerin sowie Finanzministerin Chrystia Freeland ihren Rücktritt erklärte. Am 20. Dezember 2024 gab Trudeau dann die Umbildung seines Kabinettes bekannt. Neben zahlreichen Änderungen von Zuständigkeiten und Zusammenlegungen von Zuständigkeiten kamen als Folge acht Ministerinnen bzw. Minister neu zum Kabinett hinzu.

## Minister
| Amt | Bild | Name | Zeitraum                                                                                      |
| --- | ---- | --- | --------------------------------------------------------------------------------------------- |
| Premierminister |      | Justin Trudeau | seit 4. November 2015                                                                         |
| Deputy Prime Minister und Finanzminister (Minister of Finance) |      | Dominic LeBlanc | seit 16. Dezember 2024                                                                        |
| Deputy Prime Minister und Finanzminister (Minister of Finance) |      | Chrystia Freeland | 18. August 2020 – 16. Dezember 2024                                                           |
| Deputy Prime Minister und Finanzminister (Minister of Finance) |      | Bill Morneau (nur Finanzminister) | 4. November 2015 – 18. August 2020                                                            |
| Außenminister (Minister of Foreign Affairs) |      | Mélanie Joly | seit 26. Oktober 2021                                                                         |
| Außenminister (Minister of Foreign Affairs) |      | Marc Garneau | 2. Januar 2021 – 26. Oktober 2021                                                             |
| Außenminister (Minister of Foreign Affairs) |      | François-Philippe Champagne | 20. November 2019 – 12. Januar 2021                                                           |
| Außenminister (Minister of Foreign Affairs) |      | Chrystia Freeland | 10. Januar 2017 – 20. November 2019                                                           |
| Außenminister (Minister of Foreign Affairs) |      | Stéphane Dion | 4. November 2015 – 10. Januar 2017                                                            |
| Minister für öffentliche Sicherheit („Innenministerium“) (Minister of Public Safety f)                                                                                |      | David McGuinty | seit 20. Dezember 2024                                                                        |
| Minister für öffentliche Sicherheit („Innenministerium“) (Minister of Public Safety f)                                                                                |      | Dominic LeBlanc | 26. Juli 2023 – 20. Dezember 2024                                                             |
| Minister für öffentliche Sicherheit („Innenministerium“) (Minister of Public Safety f)                                                                                |      | Marco Mendicino | 26. Oktober 2021 – 26. Juli 2023                                                              |
| Minister für öffentliche Sicherheit („Innenministerium“) (Minister of Public Safety f)                                                                                |      | Bill Blair | 20. November 2019 – 26. Oktober 2021                                                          |
| Minister für öffentliche Sicherheit („Innenministerium“) (Minister of Public Safety f)                                                                                |      | Ralph Goodale | 4. November 2015 – 20. November 2019                                                          |
| Verteidigungsminister (Minister of National Defence) |      | Bill Blair | seit 26. Juli 2023                                                                            |
| Verteidigungsminister (Minister of National Defence) |      | Anita Anand | 26. Oktober 2021 – 26. Juli 2023                                                              |
| Verteidigungsminister (Minister of National Defence) |      | Harjit Sajjan | 4. November 2015 – 26. Oktober 2021                                                           |
| Minister für Veteranenangelegenheiten und beigeordneter Verteidigungsminister (Minister of Veterans Affairs and Associate Minister of National Defence)               |      | Darren Fisher | seit 20. Dezember 2024                                                                        |
| Minister für Veteranenangelegenheiten und beigeordneter Verteidigungsminister (Minister of Veterans Affairs and Associate Minister of National Defence)               |      | Ginette Petitpas Taylor | 26. Juli 2023 – 20. Dezember 2024                                                             |
| Minister für Veteranenangelegenheiten und beigeordneter Verteidigungsminister (Minister of Veterans Affairs and Associate Minister of National Defence)               |      | Lawrence MacAulay | 1. März 2019 – 26. Juli 2023                                                                  |
| Minister für Veteranenangelegenheiten und beigeordneter Verteidigungsminister (Minister of Veterans Affairs and Associate Minister of National Defence)               |      | Seamus O’Regan | 28. August 2017 – 14. Januar 2019                                                             |
| Minister für Veteranenangelegenheiten und beigeordneter Verteidigungsminister (Minister of Veterans Affairs and Associate Minister of National Defence)               |      | Kent Hehr | 4. November 2015 – 28. August 2017                                                            |
| Gesundheitsminister (Minister of Health) |      | Mark Holland | seit 26. Juli 2023                                                                            |
| Gesundheitsminister (Minister of Health) |      | Jean-Yves Duclos | 26. Oktober 2021 – 26. Juli 2023                                                              |
| Gesundheitsminister (Minister of Health) |      | Patricia Hajdu | 20. November 2019 – 26. Oktober 2021                                                          |
| Gesundheitsminister (Minister of Health) |      | Ginette Petitpas Taylor | 28. August 2017 – 20. November 2019                                                           |
| Gesundheitsminister (Minister of Health) |      | Jane Philpott | 4. November 2015 – 28. August 2017                                                            |
| Ministerin für psychische Gesundheit und stellv. Gesundheitsministerin (Minister of Mental Health)                                                                    |      | Ya’ara Saks | seit 26. Juli 2023                                                                            |
| Ministerin für psychische Gesundheit und stellv. Gesundheitsministerin (Minister of Mental Health)                                                                    |      | Carolyn Bennett | 26. Oktober 2021 – 26. Juli 2023                                                              |
| Minister für Landwirtschaft und Lebensmittel (Minister of Agriculture and Agri-Food)                                                                                  |      | Lawrence MacAulay | seit 26. Juli 2023                                                                            |
| Minister für Landwirtschaft und Lebensmittel (Minister of Agriculture and Agri-Food)                                                                                  |      | Marie-Claude Bibeau | 1. März 2019 – 26. Juli 2023                                                                  |
| Minister für Landwirtschaft und Lebensmittel (Minister of Agriculture and Agri-Food)                                                                                  |      | Lawrence MacAulay | 4. November 2015 – 1. März 2019                                                               |
| Ministerin für nationale Einkünfte (Minister of National Revenue) |      | Élisabeth Brière | seit 20. Dezember 2024                                                                        |
| Ministerin für nationale Einkünfte (Minister of National Revenue) |      | Marie-Claude Bibeau | 26. Juli 2023 – 20. Dezember 2024                                                             |
| Ministerin für nationale Einkünfte (Minister of National Revenue) |      | Diane Lebouthillier | 4. November 2015 – 26. Juli 2023                                                              |
| Minister für gesellschaftliche Entwicklung (Minister of International Development)                                                                                    |      | Ahmed Hussen | seit 26. Juli 2023                                                                            |
| Minister für gesellschaftliche Entwicklung (Minister of International Development)                                                                                    |      | Harjit Sajjan | 26. Oktober 2021 – 26. Juli 2023                                                              |
| Minister für gesellschaftliche Entwicklung (Minister of International Development)                                                                                    |      | Karina Gould | 20. November 2019 – 26. Oktober 2021                                                          |
| Minister für gesellschaftliche Entwicklung (Minister of International Development)                                                                                    |      | Maryam Monsef | 1. März 2019 – 20. November 2019                                                              |
| Minister für gesellschaftliche Entwicklung (Minister of International Development)                                                                                    |      | Marie-Claude Bibeau | 18. Juli 2018 – 1. März 2019                                                                  |
| Ministerin für offizielle Sprachen (Minister of Official Languages)                                                                                                   |      | Rachel Bendayan | seit 20. Dezember 2024                                                                        |
| Ministerin für offizielle Sprachen (Minister of Official Languages)                                                                                                   |      | 26. Juli 2023 – 20. Dezember 2024 Teil des Geschäftsbereiches des Minister of Employment, Workforce Development and Official Languages                 |                                                                                               |
| Ministerin für offizielle Sprachen (Minister of Official Languages)                                                                                                   |      | Ginette Petitpas Taylor | 26. Oktober 2021 – 26. Juli 2023                                                              |
| Minister für Dienstleistungen für Autochthone (Minister of Indigenous Services)                                                                                       |      | Patricia Hajdu | seit 26. Oktober 2021                                                                         |
| Minister für Dienstleistungen für Autochthone (Minister of Indigenous Services)                                                                                       |      | Marc Miller | 20. November 2019 – 26. Oktober 2021                                                          |
| Minister für Dienstleistungen für Autochthone (Minister of Indigenous Services)                                                                                       |      | Seamus O’Regan | 14. Januar 2019 – 20. November 2019                                                           |
| Minister für Dienstleistungen für Autochthone (Minister of Indigenous Services)                                                                                       |      | Jane Philpott | 28. August 2017 – 14. Januar 2019                                                             |
| Minister für Innovation, Wissenschaft und Industrie (Minister of Innovation, Science and and Industry)                                                                |      | François-Philippe Champagne | seit 12. Januar 2021                                                                          |
| Minister für Innovation, Wissenschaft und Industrie (Minister of Innovation, Science and and Industry)                                                                |      | Navdeep Bains | 4. November 2015 – 12. Januar 2021                                                            |
| Ministerin für Familien, Kinder und soziale Entwicklung (Minister of Families, Children and Social Development)                                                       |      | Jenna Sudds | seit 26. Juli 2023                                                                            |
| Ministerin für Familien, Kinder und soziale Entwicklung (Minister of Families, Children and Social Development)                                                       |      | Karina Gould | 26. Oktober 2021 – 26. Juli 2023                                                              |
| Ministerin für Familien, Kinder und soziale Entwicklung (Minister of Families, Children and Social Development)                                                       |      | Ahmed Hussen | 20. November 2019 – 26. Oktober 2021                                                          |
| Minister für Wohnungswesen, Infrastruktur und Gemeinden (Minister of Housing, Infrastructure and Communities)                                                         |      | Nathaniel Erskine-Smith | seit 20. Dezember 2024                                                                        |
| Minister für Wohnungswesen, Infrastruktur und Gemeinden (Minister of Housing, Infrastructure and Communities)                                                         |      | Sean Fraser | 26. Juli 2023 – 20. Dezember 2024                                                             |
| Minister für Diversität, Inklusion und Personen mit Behinderung (Minister of Diversity, Inclusion and Persons with Disabilities)                                      |      | Kamal Khera | seit 26. Juli 2023                                                                            |
| Minister für Arbeit, Beschäftigung und Personalentwicklung (Minister of Labour, Employment and Workforce Development b)                                               |      | Steven MacKinnon | seit 20. Dezember 2024                                                                        |
| Minister für Arbeit, Beschäftigung und Personalentwicklung (Minister of Labour, Employment and Workforce Development b)                                               |      | Seamus O’Regan | 26. Oktober 2021 – 20. Dezember 2024                                                          |
| Minister für Arbeit, Beschäftigung und Personalentwicklung (Minister of Labour, Employment and Workforce Development b)                                               |      | Filomena Tassi | 20. November 2019 – 26. Oktober 2021                                                          |
| Minister für kanadische Kultur (Minister of Canadian Heritage) |      | Pascale St-Onge | seit 26. Juli 2023                                                                            |
| Minister für kanadische Kultur (Minister of Canadian Heritage) |      | Pablo Rodríguez | 26. Oktober 2021 – 26. Juli 2023                                                              |
| Minister für kanadische Kultur (Minister of Canadian Heritage) |      | Steven Guilbeault | 20. November 2019 – 26. Oktober 2021                                                          |
| Minister für kanadische Kultur (Minister of Canadian Heritage) |      | Pablo Rodríguez | 18. Juli 2018 – 20. November 2019                                                             |
| Ministerin für Exportförderung, internationalen Handel und wirtschaftliche Entwicklung (Minister of Export Promotion, International Trade and Economic Development c) |      | Mary Ng | seit 18. Juli 2018                                                                            |
| Ministerin für Exportförderung, internationalen Handel und wirtschaftliche Entwicklung (Minister of Export Promotion, International Trade and Economic Development c) |      | Bardish Chagger | 4. November 2015 – 18. Juli 2018                                                              |
| Ministerin für Kleinunternehmen (Minister of Small Business) |      | Rechie Valdez | seit 26. Juli 2023                                                                            |
| Minister für öffentliche Dienstleistungen und Beschaffungen (Minister of Public Services and Procurement d)                                                           |      | Jean-Yves Duclos | seit 26. Juli 2023                                                                            |
| Minister für öffentliche Dienstleistungen und Beschaffungen (Minister of Public Services and Procurement d)                                                           |      | Filomena Tassi | 26. Oktober 2021 – 26. Juli 2023                                                              |
| Minister für öffentliche Dienstleistungen und Beschaffungen (Minister of Public Services and Procurement d)                                                           |      | Anita Anand | 20. November 2019 – 26. Oktober 2021                                                          |
| Minister für öffentliche Dienstleistungen und Beschaffungen (Minister of Public Services and Procurement d)                                                           |      | Carla Qualtrough | 28. August 2017 – 20. November 2019                                                           |
| Minister für öffentliche Dienstleistungen und Beschaffungen (Minister of Public Services and Procurement d)                                                           |      | Judy Foote | 4. November 2015 – 24. August 2017                                                            |
| Minister für Natürliche Ressourcen (Minister of Energy and Natural Resources e)                                                                                       |      | Jonathan Wilkinson | seit 26. Oktober 2021                                                                         |
| Minister für Natürliche Ressourcen (Minister of Energy and Natural Resources e)                                                                                       |      | Seamus O’Regan | 20. November 2019 – 26. Oktober 2021                                                          |
| Minister für Natürliche Ressourcen (Minister of Energy and Natural Resources e)                                                                                       |      | Amarjeet Sohi | 18. Juli 2018 – 20. November 2019                                                             |
| Minister für Natürliche Ressourcen (Minister of Energy and Natural Resources e)                                                                                       |      | James Gordon „Jim“ Carr | 4. November 2015 – 18. Juli 2018                                                              |
| Justizminister und Generalanwalt (Minister of Justice and Attorney General of Canada)                                                                                 |      | Arif Virani | seit 26. Juli 2023                                                                            |
| Justizminister und Generalanwalt (Minister of Justice and Attorney General of Canada)                                                                                 |      | David Lametti | 14. Januar 2019 – 26. Juli 2023                                                               |
| Justizminister und Generalanwalt (Minister of Justice and Attorney General of Canada)                                                                                 |      | Jody Wilson-Raybould | 4. November 2015 – 14. Januar 2019                                                            |
| Ministerin für Fischerei, Ozeane und die Küstenwache (Minister of Fisheries, Oceans and the Canadian Coast Guard)                                                     |      | Diane Lebouthillier | seit 26. Juli 2023                                                                            |
| Ministerin für Fischerei, Ozeane und die Küstenwache (Minister of Fisheries, Oceans and the Canadian Coast Guard)                                                     |      | Joyce Murray | 26. Oktober 2021 – 26. Juli 2023                                                              |
| Ministerin für Fischerei, Ozeane und die Küstenwache (Minister of Fisheries, Oceans and the Canadian Coast Guard)                                                     |      | Bernadette Jordan | 20. November 2019 – 26. Oktober 2021                                                          |
| Ministerin für Fischerei, Ozeane und die Küstenwache (Minister of Fisheries, Oceans and the Canadian Coast Guard)                                                     |      | Jonathan Wilkinson | 18. Juli 2018 – 20. November 2019                                                             |
| Präsidentin des Schatzamtausschusses (President of the Treasury Board)                                                                                                |      | Ginette Petitpas Taylor | seit 20. Dezember 2024                                                                        |
| Präsidentin des Schatzamtausschusses (President of the Treasury Board)                                                                                                |      | Anita Anand | 26. Juli 2023 – 20. Dezember 2024                                                             |
| Präsidentin des Schatzamtausschusses (President of the Treasury Board)                                                                                                |      | Mona Fortier | 26. Oktober 2021 – 26. Juli 2023                                                              |
| Präsidentin des Schatzamtausschusses (President of the Treasury Board)                                                                                                |      | Jean-Yves Duclos | 20. November 2019 – 26. Oktober 2021                                                          |
| Präsidentin des Schatzamtausschusses (President of the Treasury Board)                                                                                                |      | Joyce Murray | 18. März 2019 – 20. November 2019                                                             |
| Präsidentin des Schatzamtausschusses (President of the Treasury Board)                                                                                                |      | Jane Philpott | 14. Januar 2019 – 4. März 2019                                                                |
| Präsidentin des Schatzamtausschusses (President of the Treasury Board)                                                                                                |      | Scott Brison | 4. November 2015 – 14. Januar 2019                                                            |
| Minister für Umwelt und Klimawandel (Minister of Environment and Climate Change)                                                                                      |      | Steven Guilbeault | seit 26. Oktober 2021                                                                         |
| Minister für Umwelt und Klimawandel (Minister of Environment and Climate Change)                                                                                      |      | Jonathan Wilkinson | 20. November 2019 – 26. Oktober 2021                                                          |
| Minister für Umwelt und Klimawandel (Minister of Environment and Climate Change)                                                                                      |      | Catherine McKenna | 4. November 2015 – 20. November 2019                                                          |
| Ministerin für demokratische Institutionen (Minister of Democratic Institutions)                                                                                      |      | Ruby Sahota | seit 20. Dezember 2024                                                                        |
| Ministerin für demokratische Institutionen (Minister of Democratic Institutions)                                                                                      |      | 20. November 2019 – 20. Dezember 2024 Teil des Geschäftsbereiches des Minister of Public Safety, Democratic Institutions and Intergovernmental Affairs |                                                                                               |
| Ministerin für demokratische Institutionen (Minister of Democratic Institutions)                                                                                      |      | Karina Gould | 10. Januar 2017 – 20. November 2019 (ab 9. Februar 2018 wegen Mutterschaftsurlaubs beurlaubt) |
| Ministerin für demokratische Institutionen (Minister of Democratic Institutions)                                                                                      |      | Maryam Monsef | 4. November 2015 – 10. Januar 2017                                                            |
| Minister für die Beziehungen zwischen dem Staat und den Autochthonen (Minister of Crown-Indigenous Relations g)                                                       |      | Gary Anandasangaree | seit 26. Juli 2023                                                                            |
| Minister für die Beziehungen zwischen dem Staat und den Autochthonen (Minister of Crown-Indigenous Relations g)                                                       |      | Marc Miller | 26. Oktober 2021 – 26. Juli 2023                                                              |
| Minister für die Beziehungen zwischen dem Staat und den Autochthonen (Minister of Crown-Indigenous Relations g)                                                       |      | Carolyn Bennett | 4. November 2015 – 26. Oktober 2021                                                           |
| Minister für die Entwicklung des Nordens (Minister of Northern Affairs g)                                                                                             |      | Gary Anandasangaree | seit 20. Dezember 2024                                                                        |
| Minister für die Entwicklung des Nordens (Minister of Northern Affairs g)                                                                                             |      | Dan Vandal | 20. November 2019 – 20. Dezember 2024                                                         |
| Verkehrsminister (Minister of Transport) |      | Anita Anand | seit 20. Dezember 2024                                                                        |
| Verkehrsminister (Minister of Transport) |      | Pablo Rodríguez | 26. Juli 2023 – 20. Dezember 2024                                                             |
| Verkehrsminister (Minister of Transport) |      | Omar Alghabra | 12. Januar 2021 – 26. Juli 2023                                                               |
| Verkehrsminister (Minister of Transport) |      | Marc Garneau | 4. November 2015 – 12. Januar 2021                                                            |
| Ministerin für Tourismus (Minister of Tourism) |      | Soraya Martinez Ferrada | seit 26. Juli 2023                                                                            |
| Ministerin für Tourismus (Minister of Tourism) |      | Randy Boissonnault | 26. Oktober 2021 – 26. Juli 2023                                                              |
| Minister für Einwanderung, Flüchtlinge und Staatsbürgerschaft (Minister of Immigration, Refugees and Citizenship)                                                     |      | Marc Miller | seit 26. Juli 2023                                                                            |
| Minister für Einwanderung, Flüchtlinge und Staatsbürgerschaft (Minister of Immigration, Refugees and Citizenship)                                                     |      | Sean Fraser | 26. Oktober 2021 – 26. Juli 2023                                                              |
| Minister für Einwanderung, Flüchtlinge und Staatsbürgerschaft (Minister of Immigration, Refugees and Citizenship)                                                     |      | Marco Mendicino | 20. November 2019 – 26. Oktober 2021                                                          |
| Minister für Einwanderung, Flüchtlinge und Staatsbürgerschaft (Minister of Immigration, Refugees and Citizenship)                                                     |      | Ahmed Hussen | 10. Januar 2017 – 20. November 2019                                                           |
| Minister für Einwanderung, Flüchtlinge und Staatsbürgerschaft (Minister of Immigration, Refugees and Citizenship)                                                     |      | John McCallum | 4. November 2015 – 10. Januar 2017                                                            |
| Minister für Bürgerdienste (Minister of Citizens’ Services) |      | Terry Beech | seit 26. Juli 2023                                                                            |
| Ministerin für ländliche Entwicklung (Minister of Rural Economic Development)                                                                                         |      | Gudrid Hutchings | seit 26. Oktober 2021                                                                         |
| Ministerin für ländliche Entwicklung (Minister of Rural Economic Development)                                                                                         |      | Maryam Monsef | 20. November 2019 – 26. Oktober 2021                                                          |
| Ministerin für ländliche Entwicklung (Minister of Rural Economic Development)                                                                                         |      | Bernadette Jordan | 14. Januar 2019 – 20. November 2019                                                           |
| Ministerin für Frauen und Gleichstellung der Geschlechter und die Jugend (Minister for Women and Gender Equality and Youth f)                                         |      | Marci Ien | seit 26. Oktober 2021                                                                         |
| Ministerin für Frauen und Gleichstellung der Geschlechter und die Jugend (Minister for Women and Gender Equality and Youth f)                                         |      | Maryam Monsef | 12. Dezember 2018 – 26. Oktober 2021                                                          |
| Minister für Sport (Minister of Sport and Physical Activity h) |      | Terry Duguid | seit 20. Dezember 2024                                                                        |
| Minister für Sport (Minister of Sport and Physical Activity h) |      | Carla Qualtrough | 26. Juli 2023 – 20. Dezember 2024                                                             |
| Minister für Sport (Minister of Sport and Physical Activity h) |      | Pascale St-Onge | 26. Oktober 2021 – 26. Juli 2023                                                              |
| Minister für Sport (Minister of Sport and Physical Activity h) |      | Kirsty Duncan | 25. Januar 2018 – 20. November 2019                                                           |
| Minister für Sport (Minister of Sport and Physical Activity h) |      | Kent Hehr | 28. August 2017 – 25. Januar 2018                                                             |
| Minister für Sport (Minister of Sport and Physical Activity h) |      | Carla Qualtrough | 4. November 2015 – 28. August 2017                                                            |
| Fraktionsvorsitzende der Regierungspartei im Unterhaus mit Ministerrang (Leader of the Government in the House of Commons)                                            |      | Karina Gould | seit 26. Juli 2023                                                                            |
| Fraktionsvorsitzende der Regierungspartei im Unterhaus mit Ministerrang (Leader of the Government in the House of Commons)                                            |      | Mark Holland | 26. Oktober 2021 – 26. Juli 2023                                                              |
| Fraktionsvorsitzende der Regierungspartei im Unterhaus mit Ministerrang (Leader of the Government in the House of Commons)                                            |      | Pablo Rodríguez | 20. November 2019 – 26. Oktober 2021                                                          |
| Fraktionsvorsitzende der Regierungspartei im Unterhaus mit Ministerrang (Leader of the Government in the House of Commons)                                            |      | Bardish Chagger | 19. August 2016 – 20. November 2019                                                           |
| Fraktionsvorsitzende der Regierungspartei im Unterhaus mit Ministerrang (Leader of the Government in the House of Commons)                                            |      | Dominic LeBlanc | 4. November 2015 – 19. August 2016                                                            |
| Kanadischer Kronrats-Präsident (President of the King’s Privy Council for Canada)                                                                                     |      | Harjit Sajjan | seit 26. Juli 2023                                                                            |
| Kanadischer Kronrats-Präsident (President of the King’s Privy Council for Canada)                                                                                     |      | Bill Blair | seit 26. Oktober 2021 – 26. Juli 2023                                                         |
| Kanadischer Kronrats-Präsident (President of the King’s Privy Council for Canada)                                                                                     |      | Dominic LeBlanc | 18. Juli 2018 – 26. Oktober 2021                                                              |
| Kanadischer Kronrats-Präsident (President of the King’s Privy Council for Canada)                                                                                     |      | Karina Gould | 10. Januar 2017 – 18. Juli 2018                                                               |
| Kanadischer Kronrats-Präsident (President of the King’s Privy Council for Canada)                                                                                     |      | Maryam Monsef | 4. November 2015 – 10. Januar 2017                                                            |

## Ehemalige Geschäftsbereiche
| Amt | Bild | Name                        | Zeitraum                                                 |
| --- | ---- | --------------------------- | -------------------------------------------------------- |
| Minister für Beschäftigung, Arbeit und Offizielle Sprachen (Minister of Employment, Workforce Development and Official Languages a)                                                 |      | Randy Boissonnault          | 26. Juli 2023 – 20. November 2024                        |
| Minister für Beschäftigung, Arbeit und Offizielle Sprachen (Minister of Employment, Workforce Development and Official Languages a)                                                 |      | Carla Qualtrough            | seit 20. November 2019 – 26. Juli 2023                   |
| Minister für Grenzsicherung und zur Bekämpfung der organisierten Kriminalität (Minister of Border Security and Organized Crime Reduction)                                           |      | Bill Blair                  | 18. Juli 2018 – 26. Oktober 2021                         |
| Ministerin für Digitales (Minister of Digital Government) |      | Joyce Murray                | 20. November 2019 – 26. Oktober 2021                     |
| Ministerin für wirtschaftliche Entwicklung und offizielle Sprachen (Minister of Economic Development and Official Languages)                                                        |      | Mélanie Joly                | 18. Juli 2018 – 26. Oktober 2021                         |
| Ministerin für Beschäftigung und Arbeit (Minister of Employment, Workforce Development and Labour)                                                                                  |      | Patricia Hajdu              | 10. Januar 2017 – 20. November 2019                      |
| Ministerin für Beschäftigung und Arbeit (Minister of Employment, Workforce Development and Labour)                                                                                  |      | MaryAnn Mihychuk            | 4. November 2015 – 10. Januar 2017                       |
| Minister für Wohnungswesen, Vielfalt und Inklusion (Minister of Housing and Diversity and Inclusion)                                                                                |      | Ahmed Hussen                | 26. Oktober 2021 – 26. Juli 2023                         |
| Ministerin für Infrastruktur und Kommunale Angelegenheiten (Minister of Infrastructure and Communities)                                                                             |      | Catherine McKenna           | 20. November 2019 – 26. Oktober 2021                     |
| Ministerin für Infrastruktur und Kommunale Angelegenheiten (Minister of Infrastructure and Communities)                                                                             |      | François-Philippe Champagne | 10. Januar 2017 – 20. November 2019                      |
| Ministerin für Infrastruktur und Kommunale Angelegenheiten (Minister of Infrastructure and Communities)                                                                             |      | Amarjeet Sohi               | 4. November 2015 – 10. Januar 2017                       |
| Ministerin für zwischenstaatliche Angelegenheiten und stellvertretende Premierministerin (Minister of Intergovernmental Affairs und Deputy Prime Minister)                          |      | Chrystia Freeland           | 20. November 2019 – 18. August 2020                      |
| Minister für zwischenstaatliche Angelegenheiten, nördliche Angelegenheiten und innerstaatlichen Handel (Minister of Intergovernmental Affairs, Northern Affairs and Internal Trade) |      | Dominic LeBlanc             | 31. Mai 2016, geändert 18. Juli 2017 – 20. November 2019 |
| Minister für zwischenstaatliche Angelegenheiten, nördliche Angelegenheiten und innerstaatlichen Handel (Minister of Intergovernmental Affairs, Northern Affairs and Internal Trade) |      | Hunter Tootoo               | 4. November 2015 – 31. Mai 2016                          |
| Minister für zwischenstaatliche Angelegenheiten, Infrastruktur und Gemeinschaften (Minister of Intergovernmental Affairs, Infrastructure and Communities j)                         |      | Dominic LeBlanc             | 26. Oktober 2021 – 26. Juli 2023                         |
| Minister für Internationale Handelsbeziehungen (Minister of International Trade Diversification)                                                                                    |      | James Gordon „Jim“ Carr     | 18. Juli 2018 – 20. November 2019                        |
| Minister für Internationale Handelsbeziehungen (Minister of International Trade Diversification)                                                                                    |      | François-Philippe Champagne | 10. Januar 2017 – 18. Juli 2018                          |
| Ministerin für die wirtschaftliche Entwicklung der Mittelklasse (Minister of Middle Class Prosperity)                                                                               |      | Mona Fortier                | 20. November 2019 – 26. Oktober 2021                     |
| Minister für Wissenschaft und Sport (Minister of Science and Sport) |      | Kirsty Duncan               | 4. November 2015 – 20. November 2019                     |
| Minister für Seniorenangelegenheiten (Minister of Seniors) |      | Kamal Khera                 | 26. Oktober 2021 – 26. Juli 2023                         |
| Minister für Seniorenangelegenheiten (Minister of Seniors) |      | Deb Schulte                 | 20. November 2019 – 26. Oktober 2021                     |
| Minister für Seniorenangelegenheiten (Minister of Seniors) |      | Filomena Tassi              | 18. Juli 2018 – 20. November 2019                        |
| Ministerin für den Status der Frau (Minister of Status of Women) |      | Maryam Monsef               | 10. Januar 2017 – 12. Dezember 2018                      |
| Ministerin für den Status der Frau (Minister of Status of Women) |      | Patricia Hajdu              | 4. November 2015 – 10. Januar 2017                       |
| Minister ohne Geschäftsbereich (Minister without Portfolio) |      | James Gordon „Jim“ Carr     | 12. Januar 2021 – 26. Oktober 2021                       |